# Си Чжунсюнь
Си Чжунсю́нь (кит. трад. 習仲勛, упр. 习仲勋, пиньинь Xí Zhòngxūn; 15 октября 1913, Фупин, Шэньси, Китайская Республика — 24 мая 2002, Пекин, Китайская Народная Республика) — китайский революционный и политический деятель, коммунист, представитель первого поколения руководителей коммунистического Китая.
Член Политбюро ЦК КПК в 1982—1987 годах и Секретариата ЦК КПК в 1982—1985 годах.
Отец Си Цзиньпина.

## Биография
Родился в 1913 году в семье землевладельца; его предки жили на территории, подчинённой Дэнчжоуской управе провинции Хэнань.
В мае 1926 года вступил в китайский Комсомол, в 1928 году — в Коммунистическую партию Китая. Был одним из виднейших китайских политиков, участвуя во многих ключевых событиях китайской истории XX века; в 1930-х годах занимался созданием коммунистических партизанских отрядов на северо-западе Китая. Во время войны с Японией участвовал в обороне Пограничного района Шаньси — Ганьсу — Нинся, был секретарём Северо-западного бюро ЦК КПК и политическим комиссаром одной из армий НОАК в Северо-Западном Китае. После образования КНР, в январе 1950 года назначен заместителем председателя Военно-административного комитета Северо-Западного Китая и членом Народно-революционного военного совета в Сиане (председатель — генерал Пэн Дэхуай) и Центрального народного правительственного совета. В 1952 году переведён из Сианя в Пекин заместителем председателя Комитета культуры и просвещения Государственного административного совета КНР. В 1953 году назначен начальником секретариата Государственного административного совета. В 1954 году был членом комитета по выработке проекта первой конституции КНР и был избран депутатом Всекитайского собрания народных представителей (ВСНП). Член ЦК КПК. В сентябре 1954 года на I сессии ВСНП был назначен генеральным секретарём Государственного совета (правительства) КНР. В апреле 1959 года назначен заместителем Премьера Госсовета КНР и генеральным секретарём Госсовета. Возглавлял правительственную делегацию КНР, находившуюся в СССР с 27 августа 1959 года по приглашению советского правительства.
Известен своими умеренными политическими взглядами и множеством падений на протяжении своей карьеры. В 1962 году был отстранён от работы и отправлен работать на фабрику, затем арестован и заключён в тюрьму; на протяжении своей жизни арестовывался несколько раз. В 1979—1981 годах после того, как к власти в Китае пришёл Дэн Сяопин, был губернатором провинции Гуандун. В 1980-х годах был одним из зачинателей политики экономической либерализации.
По замечанию китаиста Н. Н. Вавилова, Си Чжунсюнь в свое время был тесно связан с Гао Ганом.
По замечанию д-ра Джозефа Торигяна, Си сохранял глубокую эмоциональную приверженность к покойному председателю Мао.